# (4474) Proust
(4474) Proust ist ein Hauptgürtelasteroid, der am 24. August 1981 von Henri Debehogne vom La-Silla-Observatorium aus entdeckt wurde.
Der Asteroid wurde nach dem Astrophysiker Dominique Proust benannt. Der Name ehrt außerdem den französischen Schriftsteller Marcel Proust.